# Podiceps grisegena

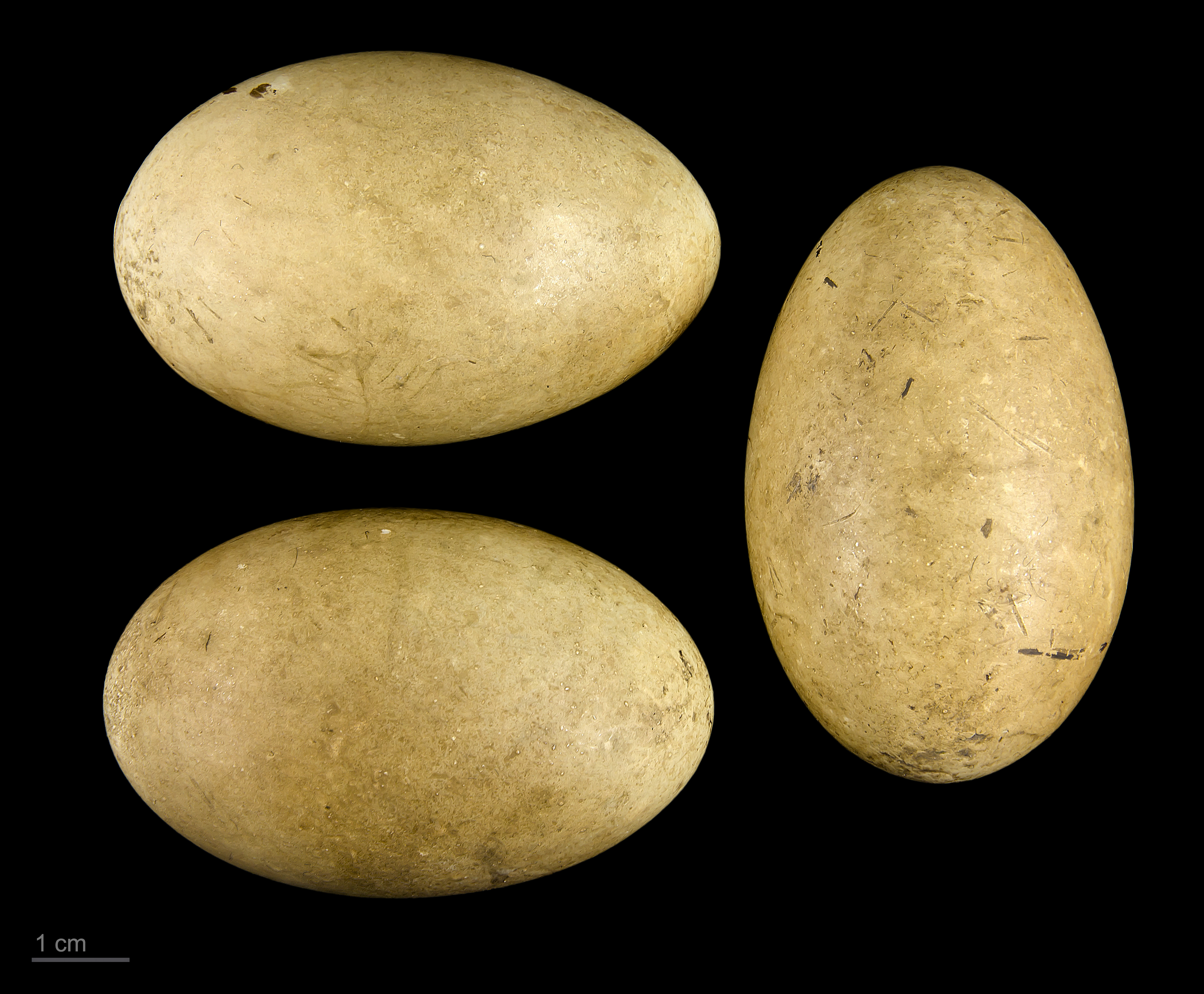
Podiceps grisegena

Le hôi cổ đỏ (danh pháp hai phần: Podiceps grisegena) là một loài thủy cầm thuộc họ Chim lặn, là loài di cư được tìm thấy trong khu vực ôn đới của Bắc bán cầu. Môi trường sống đông của nó phần lớn là giới hạn vùng nước tĩnh vượt ra ngoài những con sóng xung quanh bờ biển đại dương, mặc dù một số loài chim có thể trú mùa đông trên hồ nước rộng lớn. Nó thích vùng nước nông của nước ngọt như sông, hồ, đầm lầy hoặc cá ao là nơi sinh sản.
Le hôi cổ đỏ là một có bộ lông màu xám sẫm không có đặc tính rõ rệt trong mùa đông. Trong mùa sinh sản, nó có cổ có lông màu đỏ riêng biệt, chỏm đầu đen và mặt màu xám nhạt, ttừ đó có tên là le hôi cổ đỏ. Con trống cũng có một màn trình diễn tán tỉnh con mái và một loạt tiếng kêu bạn tình, khi đã thành cặp, chúng xây tổ trên đám thực vật nổi trong một hồ nước nông hay đầm lầy.